# 林志昶
林志昶（1954年—），生於台灣宜蘭縣員山鄉，企業家。為冠華集團總裁。

## 生平
其父林燈，其母為大房林雪玉，為其五子。自美國加州大學洛杉磯分校畢業後，於1983年回台灣，進入家族事業，曾任國產實業公司副總經理、惠普公司總經理。
其父林燈於1992年過世後，林志昶於1993年至中國湖北省武漢市成立武漢漢正房地產公司，逐步發展為冠華集團。2001年成為武漢第九大台商企業，任武漢台資企業協會會長。

## 家庭
其妻鄭珊珊，生有二子。
2016年，其妻涉入復興航空內線交易案，遭檢察官聲押。